# 佐比江町
佐比江町（さびえちょう）は、兵庫県神戸市兵庫区の町名である。丁番の設定がない単独町名である。郵便番号は652-0821。

## 地理
兵庫県神戸市兵庫区の南東部、川崎重工業神戸工場の西で山陽本線と国道2号に挟まれた地域である。

## 歴史

### 地名の由来
昔湊川（旧）に接する東に俗に船入とやばれる小港があり、かつて兵庫の入口にあたり、多くの娼家があった。「清からぬ入り江」の意味で「さび江」と呼ばれたという。
江戸時代の書物『村高町数覚書』や『諸事心得』において「佐比江」という語句が出現し、江戸時代後期には町として成り立った。1873年（明治6年）、8月に佐比江町が成立した。

### 近代
湊川の付け替え工事によって新開地の歓楽街が誕生すると、繁華街と工場地帯の中間に位置する佐比江周辺には日雇いや短期の出稼ぎ労務者が滞在する簡易宿所が立ち並び、いわゆるドヤ街が形成されていった。

### 現在
平成年代以降は同種他地域の例に漏れず、景気の低迷と居住者の高齢化によってドヤや店舗のほとんどは廃墟化し閉鎖、もしくは福祉アパートへと転換された。

## 世帯数と人口
2021年（令和3年）12月31日現在の世帯数と人口は以下の通りである。
| 町丁     | 世帯数  | 人口  |
| -------- | ------- | ----- |
| 佐比江町 | 408世帯 | 533人 |

## 小・中学校の学区
市立小・中学校に通う場合、学区は以下の通りとなる。
| 番地 | 小学校           | 中学校               |
| ---- | ---------------- | -------------------- |
| 全域 | 神戸市立湊小学校 | 神戸市立須佐野中学校 |

## 交通

### 鉄道
町内に鉄道駅はない。

### 道路
- 湊町線

## 施設
- 佐比江公園